# 베아 세구라
베아 세구라(Bea Segura, 1975년 3월 22일 ~ )는 스페인의 배우이다.

## 출연 작품
- 그집 (2020)
- 에이지 오브 킬 (2015)
- 페인리스 (2012)
- 비밀의 섬 이에로 (2009)
- 살바도르 (2006)
- 죽여주는 여자 (2003)